# 灰谷健次郎
灰谷健次郎（日语：／ Haitani kenjirō ?，1934年10月31日—2006年11月23日）是日本儿童文学作家。

## 生平
出生于日本兵库县神户市，在家中排行第三，自幼家贫。进入大阪学艺大学（现国立大阪教育大学）后，走上了创作之路。1956年开始，在神户担任小学教师，经常发表文学作品。1967年长兄自杀，以及1968年母亲的去世让他深受打击。1972年退职，到冲绳等地游荡。1974年出版《兔之眼》。
主要作品还有1978年出版的长篇小说《太阳之子》、《孤独的幼儿园》。
2006年11月23日因食道癌在日本静冈县病逝，享年72岁。

## 获奖情况
1974年处女作《兔之眼》1975年获“日本儿童文学者协会新人奖”，1978年荣获国际安徒生文学奖特别优秀奖，1979年获第一届山本有三纪念“路傍之石”文学奖。1976年由日本廣播協會拍摄为青少年电视剧，1979年由中山节夫导演改编为电影。